# Centre de vacances et de loisirs
Pour les articles homonymes, voir CVL.
Cet article concerne l'ancienne législation des accueils collectifs de mineurs. Pour législation actuelle, voir Accueil collectif de mineurs.
 (mars 2018).
 (février 2013).
Si vous disposez d'ouvrages ou d'articles de référence ou si vous connaissez des sites web de qualité traitant du thème abordé ici, merci de compléter l'article en donnant les références utiles à sa vérifiabilité et en les liant à la section « Notes et références ».

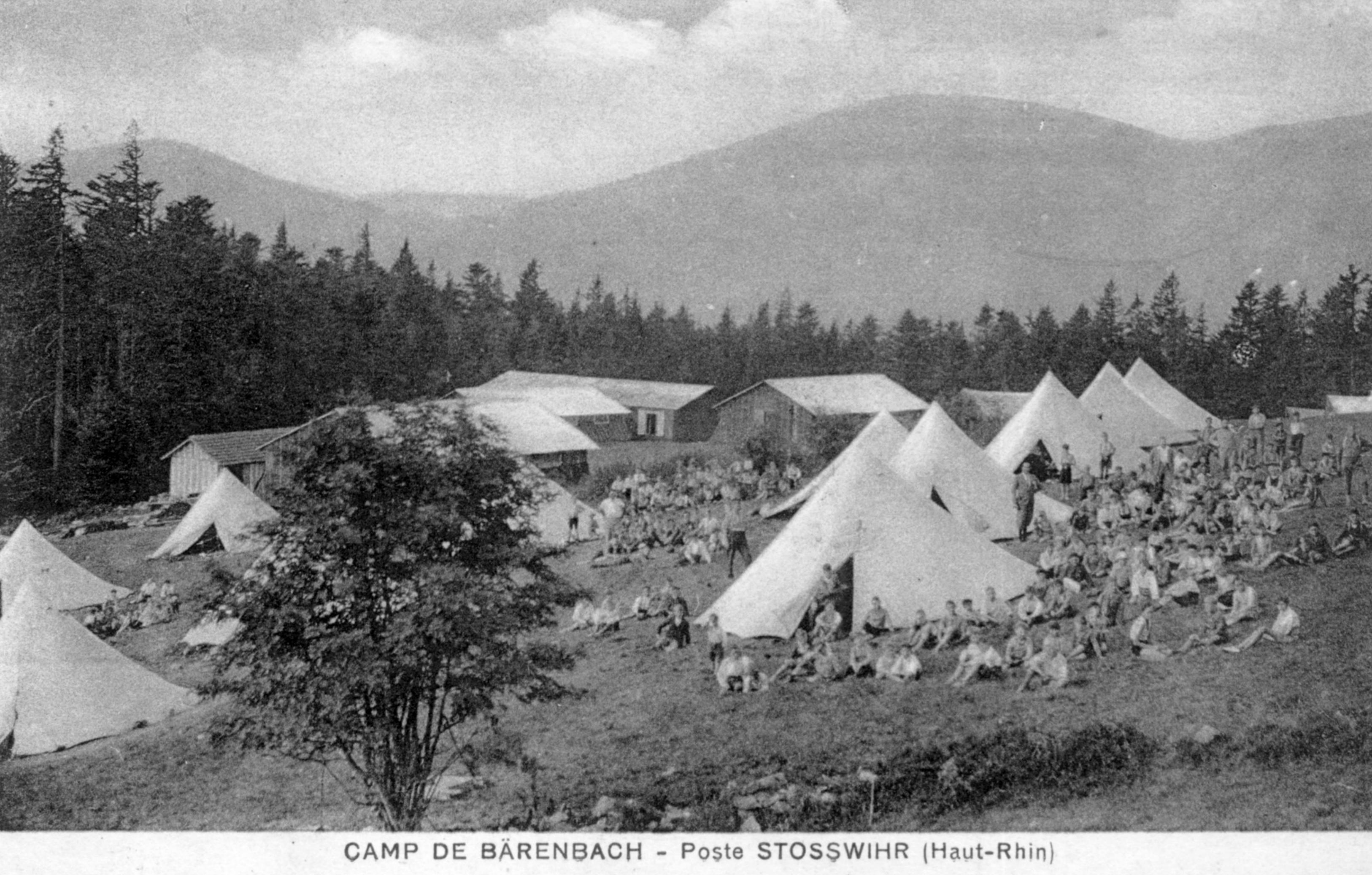
Association générale des camps de vacances et d'éducation physique et morale (siège : 11, rue Huyghens à Paris). Camp de Bärenbach, près de Stosswihr.

Centre de vacances et de loisirs (CVL) est un ancien nom juridique donné par l'administration française à un hébergement organisé pour accueillir des groupes d'enfants en période extrascolaire (vacances) ou périscolaire (semaine). Dans le langage courant, ces établissements sont appelés centre de loisirs, colonies de vacances ou, plus familièrement, colo. Les CVL ont été remplacés au 1er septembre 2007 par  l'Accueil Collectif de Mineurs à caractère éducatif (ACM). Ces centres sont sous la tutelle du ministère de la Jeunesse et des Sports et de la vie associative, et réglementés par une législation précise.
Sous cette appellation se regroupaient deux types de structures accueillant des enfants et/ou adolescents : les « centres de loisirs éducatif sans hébergement », couramment appelés « centres aérés » ou CLSH ; et les « centres de vacances », couramment appelés « colonies de vacances » ou « camps de vacances », qui sont pour leur part des lieux d'hébergement. Plusieurs textes de loi se sont succédé et remplacés au fil des années pour réglementer les centres de vacances et de loisirs. Le terme centre de vacances et de loisirs remplace les termes centre aéré et colonie de vacances afin de les englober sous la même législation. Celle-ci date du 13 mars 1973[réf. nécessaire] et voit la création des centres de loisirs sans hébergement recevant des mineurs et des centres de vacances et de loisirs au sein du Code de l'action sociale et des familles.

## Généralités
Tout mineur accueilli hors du domicile de ses parents jusqu'au quatrième degré ou de son tuteur est placé sous la protection des autorités publiques (Article L227-1 du Code de l'action sociale et des familles). Les majeurs sont donc, à l'évidence, exclus de l'application de la réglementation en matière d'accueil collectif à caractère éducatif.

### Encadrement
L'équipe d'encadrement d'un CVL est dite pédagogique et se décompose en deux principales branches, l'équipe d'animation et l'équipe technique :
- équipe d'animation : constituée d'un directeur titulaire du BAFD ,et ou du BP JEPS loisirs tous publics (LTP) pour les directeurs permanents[1] et de plusieurs animateurs titulaires ou stagiaires du BAFA pour l'essentiel de l'équipe. Plusieurs autres diplômes permettent également d'exercer la fonction d'animateur ou de directeur. Le nombre de personnes qui constituent cette équipe est dépendant d'un taux fixé par le ministère de la Jeunesse et des Sports. Il est d'au moins 1 animateur pour 8 enfants pour la tranche des 3 à 6 ans, et de 1 pour 12 au-delà. Accueil périscolaire : 1 pour 10 pour les moins de 6 ans, 1 pour 14 pour les plus de 6 ans.
- équipe technique : elle est constituée du cuisinier, de l'économe et du personnel d'entretien. Sa composition varie suivant les centres.

## Structures d'accueil

### Accueil de loisirs
Le terme d'accueil de loisirs a remplacé, en juillet 2006, le centre de loisirs sans hébergement (anciennement centre aéré et le patronage). Le terme « centre de loisirs sans hébergement » ou CLSH a été utilisé bien après avoir été transformé en centre de loisirs (23 janvier 2003) puis en accueil de loisirs le 8 juin 2006, et enfin par "structures d'animation sans hébergement" (cf mise à jour du 10-05-2011 sur Service-Public.fr).

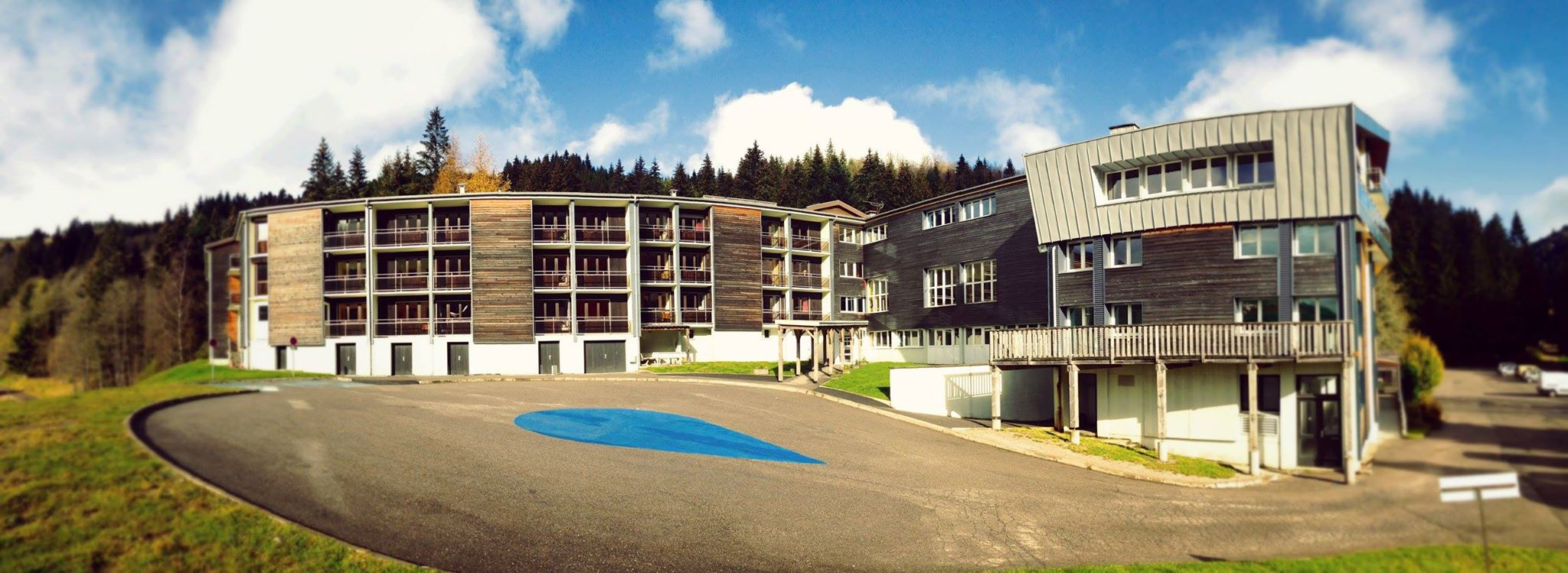
Centre Odcvl Pont du Metty à La bresse

 Il s'agit d'offrir aux enfants scolarisés (de 3 à 17 ans) des loisirs de proximité. Le centre de loisirs est soumis à la législation en vigueur quant à l'accueil et à l'encadrement des mineurs. Ils sont sous tutelle des directions départementales de la cohésion sociale et de la Protection maternelle et infantile (PMI) pour les moins de six ans. L'action des centres de loisirs s'intègre dans une démarche de complémentarité avec les autres espaces éducatifs que sont l'école et la famille. À ce titre, chaque directeur rédige avec son équipe un document concerté (plus communément appelé « projet pédagogique ») dans lequel ils déclinent des objectifs pédagogiques, issus de l'éducation populaire.
Les centres de loisirs jouent un rôle essentiel dans le développement des enfants en répondant à plusieurs objectifs éducatifs et sociaux :
- Encourager les interactions sociales : Ces espaces offrent aux enfants l'opportunité d'apprendre à interagir, à coopérer et à respecter les autres, le tout dans un cadre collectif et bienveillant.
- Développer la créativité : Par le biais d'ateliers artistiques, d'activités manuelles ou de jeux imaginatifs, les enfants explorent leur potentiel créatif et enrichissent leur imagination.
- Renforcer l'autonomie : Les centres encouragent les jeunes à prendre des décisions, à assumer des responsabilités adaptées à leur âge, et à devenir progressivement plus indépendants dans leurs choix et leurs actions.
- Valoriser l'activité physique : En mettant l'accent sur les jeux en plein air et les activités sportives, ces structures permettent aux enfants d'améliorer leur condition physique et d'adopter un mode de vie actif, tout en s'amusant[2].

### Mini-camp
Le mini-camp n'a jamais eu de législation spécifique. Dans la pratique, il est organisé par un centre de loisirs sans hébergement afin de proposer aux enfants des activités plus longues et dans d'autres lieux.

### Local ou foyer des jeunes
Ici non plus, pas de règlementation précise. En théorie, la règlementation des centres de loisirs sans hébergement devait être appliquée. Or les foyers des jeunes avaient un fonctionnement incompatible avec la règlementation : arrivée et départ des jeunes à des heures non fixes, taux d'encadrement non honorés… Ce constat a poussé le ministère de la Jeunesse et des Sports à créer les accueils de jeunes.

### Centre de vacances
Le centre de vacances désigne, jusqu'en juin 2006, ce qui est communément connu comme étant la colonie de vacances.

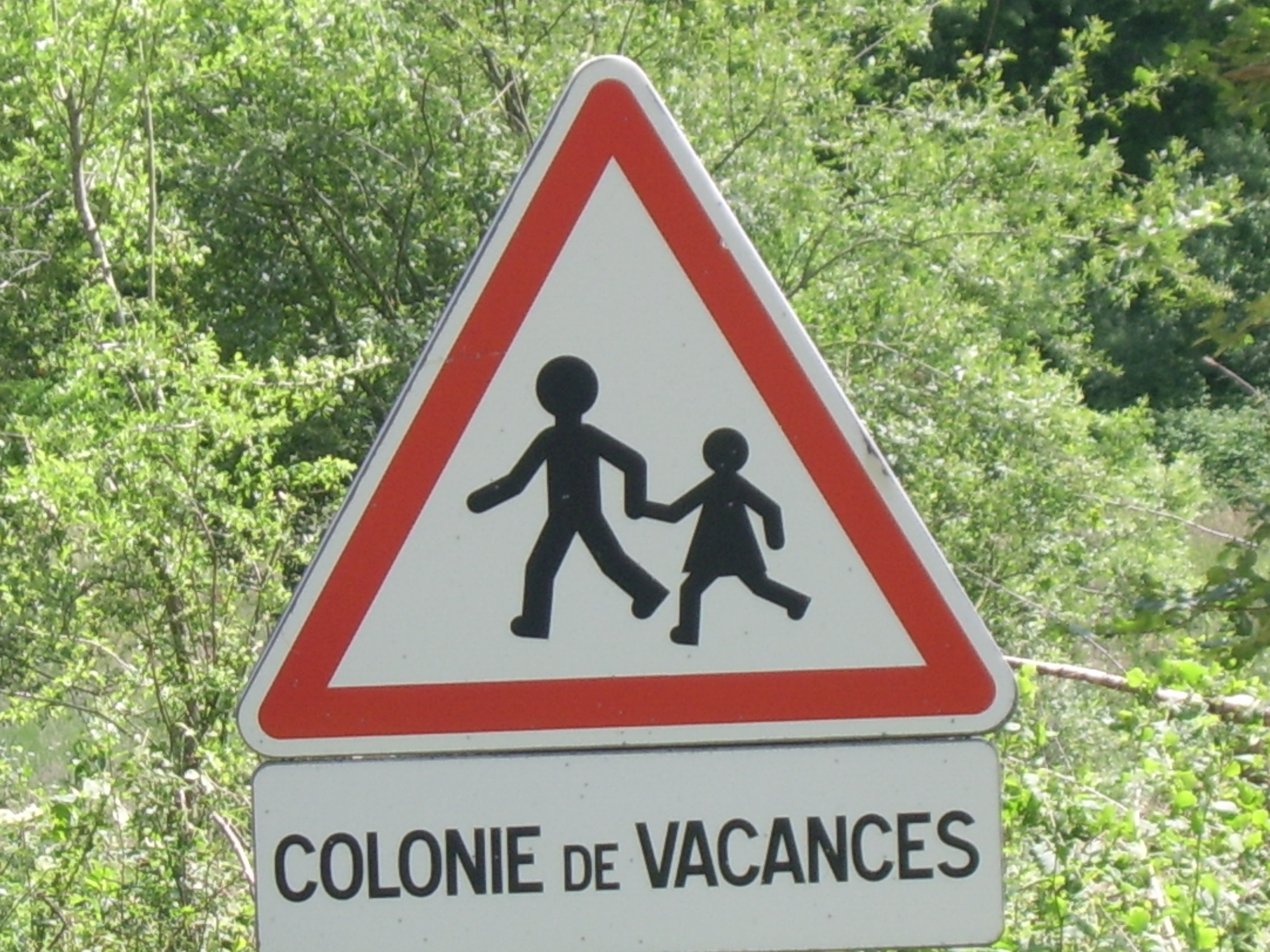
Panneau de signalisation à Grenord, près de Chabanais, en Charente.

Il s'agit donc pour les organisateurs d'un centre de vacances d'accueillir un ou plusieurs groupes d'enfant, généralement loin de leurs domiciles respectifs, dans un site possédant un lieu d'hébergement, afin de leur proposer des activités qu'ils auront précédemment choisies. Les activités y sont diverses et variées, dépendant de la localisation de la structure et du projet pédagogique de l'équipe d'animation. On peut distinguer plusieurs types de séjours :
- séjour fixe à thème culturel, scientifique ou artistique : par exemple, un séjour cirque pour les 10 à 14 ans ;
- séjour fixe multi-activité : par exemple, un séjour activités nautiques en Corse pour les 14 à 18 ans ;
- séjour itinérant : par exemple, un séjour itinérant en Grèce pour les 14 à 18 ans.

### Camp de scoutisme
Le camp de scoutisme a été remplacé par la loi du 8 juin 2006. Celle-ci porte à la création d'un accueil de scoutisme prenant en compte la particularité de l'accueil : des temps à la journée et sans hébergement et des temps plus longs avec hébergement sous toile et mobile avec un encadrement spécifique.

### Camp d'adolescents
C'était un centre de vacances spécifiquement destiné aux adolescents. Il n'avait pas de règlementation spécifique si bien que la règlementation des centres de vacances s'appliquait.

## Histoire

### Origines confessionnelles
La France est probablement [citation nécessaire] un des États où les loisirs collectifs de mineurs sont les plus structurés. Le phénomène des centres de vacances est vieux de plusieurs siècles et trouve son origine dans les patronages des paroisses catholiques. Celles-ci ont toujours pris en charge et organisé les loisirs de la jeunesse, en particulier avec les bachelleries et la fête de la jeunesse qui était souvent située la nuit de la Fête de la Saint-Jean. En France, sous l'Ancien-Régime certains collèges situés en ville possédaient une « maison de campagne »  où les pères emmenaient les enfants séjourner en été, en particulier certains anciens collèges de Paris au XVIIe siècle. Vers le milieu du XIXe siècle, l'Église a été la première institution à prendre en charge et à organiser les loisirs collectifs. Elle s'adresse alors essentiellement aux enfants d'ouvriers. Le phénomène d'urbanisation rapide a entraîné l'apparition d'une classe ouvrière urbaine qui vit dans des conditions sanitaires parfois difficiles. L'objectif des institutions ecclésiastiques est alors essentiellement sanitaire et cultuel.
En Suisse, le pasteur Hermann Walter Bion invente en 1876 le premier séjour d'enfants à la montagne qu'il nomme « colonie de vacances ». Ce pasteur, nommé dans un quartier ouvrier de Zurich, décide d'emmener les enfants d'ouvriers passer quelques jours dans le village d'où leurs parents sont originaires. Les 68 enfants étaient encadrés par dix adultes. Le pasteur Bion voulait pour ces enfants des conditions de vie « simples et réduites au strict nécessaire ». Les garçons dormaient sur le foin ou la paille dans des granges, les fillettes chez des paysans. Les enfants se voyaient confier des tâches ménagères, mais, surtout, ils profitaient du grand air (promenades, excursions, cueillettes de fruits et de fleurs). Ce pasteur constate à leur retour combien le grand air et l'activité physique ont été bénéfiques à la santé de ces enfants. Dans les années qui suivirent, ces séjours se multiplièrent en Suisse mais également par contagion en France.
En France, les plus anciens centres de vacances notables étaient situés soit à la montagne, soit au bord de la mer. En  1906, le premier Congrès national des colonies de vacances se réunit à Bordeaux. Celui créé en Haute-Savoie par le père Raphanel à Boëge, appelé "Les saines vacances à la montagne - Le Chalet des Forêts", ouvre ses portes en 1921 pour accueillir des jeunes de milieu défavorisé de la région lyonnaise. Puis apparaissent l'« Union française des colonies de vacances catholiques » et le « Centre protestant des colonies de vacances ». À la même époque, la paroisse de Strasbourg utilise la villa du baron de l'Espée à Belle-Île-en-Mer comme lieu de villégiature d'été pour les enfants de son patronage. Cette villa est située non loin de la « colonie pénitentiaire » où des délinquants mineurs séjournent en faisant des apprentissages de matelotage, de mécanique ou d'agriculture.

### Laïcisation des séjours
En se basant sur le même projet sanitaire et social, les patronages et les mouvements laïques mettent en place des centres de vacances. L'apparition en 1866 de la Ligue française de l'enseignement marque cette volonté de structuration d'un mouvement laïque d'organisation des vacances d'enfants. Désormais le secteur des centres de vacances poursuivra la dichotomie du système scolaire et l'opposition entre le curé et l'instituteur aura ses ramifications dans l'organisation des séjours de vacances.

### Renouveau scout
En 1909, le scoutisme apparait en France. Venu d'Angleterre, le mouvement initié par Baden Powell est développé en France par le père Jacques Sevin, jésuite d'origine lilloise. Ce mouvement va créer une véritable révolution en introduisant une dimension ludique et éducative aux vacances des jeunes. Véritable pédagogue, le RP Sevin repense la place de l'enfant dans le centre de vacances, initie de nouvelles activités autour de la nature et participe à la création des premières formations d'encadrants.

### Entre-deux-guerres
La période de l'entre-deux-guerres est celle de l'apparition et du développement des mouvements d'éducation populaire (CEMEA, Odcvl, Francas, UFCV...). Parallèlement, la municipalisation des colonies de vacances devient un phénomène particulièrement visible dans les banlieues socialistes et communistes. Dès lors, les centres de vacances ne sont plus à strictement parler des œuvres de charité mais deviennent une véritable institution d'éducation populaire et de loisirs toujours destinés aux enfants des classes populaires mais aussi aux enfants des classes moyennes.

### Structuration nationale
En 1936, le Front populaire relance la dynamique des centres de vacances avec la création du premier secrétariat aux Loisirs et aux sports que dirige Léo Lagrange.
La structuration des centres de vacances se mesure également avec l'organisation en 1937 du premier « centre d'entraînement pour les personnes encadrant les colonies de vacances ». Préfiguration des stages BAFA, cette formation qui se déroule au pied de la montagne Sainte-Victoire est suivie en 1938 par la première formation de directeurs.

### Après-guerre
Les comités d'entreprise instaurés au lendemain de la Seconde Guerre mondiale vont s'approprier une grande part de l'organisation des centres de vacances. Cette activité deviendra même leur activité principale. Ces comités d'entreprises procèdent alors à d'importants investissements immobiliers. Une grande partie du parc immobilier actuel des centres de vacances résulte de ces constructions.
En 1947, l'État finance les colonies de vacances à presque 90 % et crée en 1954 le premier diplôme national de moniteur et de directeur. Les mouvements d'éducation vont alors mettre en œuvre des programmes de formation. Les pratiques un peu rigides des centres de vacances (promenade, repas, promenade, repas, repos) vont s'étendre à des expériences éducatives nouvelles issues de l'éducation nouvelle.

### Années 1980
Les années 1980 vont voir une diminution substantielle du nombre de mineurs inscrits en centres de vacances et le développement du nombre d'inscrits en centres de loisirs. Pour de nombreux analystes, cette mutation n'est pas forcément due à un transfert mais à la naissance de besoins qui n'étaient pas encore couverts. En effet, le centre de vacances qui depuis 1973 a officiellement perdu son appellation de « colonie » appartient au secteur du temps libre alors que le centre de loisirs est perçu comme un mode de garde de proximité à moindre coût. La diminution du temps de travail (Passage aux 35 heures, RTT...) libère du temps pour les adultes. Les classes moyennes désertent les centres de vacances au profit de vacances familiales.
Les centres de loisirs occupent une place de plus en plus importante dans le loisir « quotidien » de proximité. Les structures offrent progressivement des créneaux d'ouverture de plus en plus larges : les petites vacances scolaires d'abord puis dans un second temps les mercredis et samedis et enfin le temps de loisirs avant et après l'école avec l'apparition des accueils périscolaires.
En 1982, les États-Unis ont mis en place la création de camps d'été éducatifs, appelé le SuperCamp.